# Saint-Christophe, Eure-et-Loir

Saint-Christophe este o comună în departamentul Eure-et-Loir, Franța. În 1 ianuarie 2022 avea o populație de 148 de locuitori.